# Glenea papiliomaculata
Glenea papiliomaculata là một loài bọ cánh cứng trong họ Cerambycidae.